# Булгаков, Валентин Фёдорович
Валенти́н Фёдорович Булга́ков (13 [25] ноября 1886 или 26 ноября 1886, Кузнецк-Сибирский, Томская губерния — 22 сентября 1966, Ясная Поляна, Тульская область) — последователь и последний секретарь Л. Н. Толстого. Руководитель ряда литературных музеев. Активный христианский анархист-толстовец и антимилитарист, пережил и царские застенки, и немецкий концлагерь. В конце жизни около 20 лет возглавлял Яснополянский музей.

## Биография

### Ранние годы
Валентин Булгаков родился в семье штатного смотрителя училищ Кузнецкого и Бийского округов Фёдора Алексеевича Булгакова. Мать, Татьяна Никифоровна, была учительницей Кузнецкого женского приходского училища и была младше отца на 40 лет.
После окончания уездного училища в Кузнецке Валентин поступил в Томскую классическую гимназию, где познакомился с путешественником и исследователем Г. Н. Потаниным. С его подачи увлёкся фольклором, собирал сказки и песни на Алтае. Он писал стихи, издавал гимназический журнал, участвовал в спектаклях, пел в хоре. Тогда же в нём проявился талант литературного исследователя: в 18 лет он опубликовал неизвестные материалы о венчании Ф. М. Достоевского с М. Д. Исаевой в Кузнецке. Гимназию окончил с золотой медалью.
Образование получает в, с братом, также оставившим воспоминания, и с будущим бессменным сотрудником музея Новокузнецка К. А. Ворониным.
Юный Валентин Булгаков — постоянный корреспондент Томской газеты «Степной край», сотрудничает и в Томских газетах. В 1904 году в приложении к газете «Сибирская жизнь» выходит его наиболее известная ранняя статья «Ф. М. Достоевский в Кузнецке», содержавшая новые материалы о венчании Достоевского с М. Д. Исаевой в Кузнецке в 1857 году. В Томском журнале «Сибирские отголоски» под редакцией Булгакова впервые публикуются письма П. И. Чайковского, адресованные А. Я. Александровой-Левенсон.
В 1906 году в «Записках Красноярского Подотдела Восточно-Сибирского отдела Русского географического Общества» выходят русские и ойротские (алтайские) сказки, записанные Булгаковым в Кузнецком и Бийском округах в 1904 году. В числе близких людей он называет исследователя Сибири и Монголии Г. Н. Потанина. В 1906 году оканчивает гимназию с золотой медалью.

### Секретарь Л. Н. Толстого
В. Ф. Булгаков поступил на историко-филологический факультет Московского университета (1906—1910). В 1907 году председатель Сибирского землячества московских студентов В. Ф. Булгаков прочитал «Исповедь» Льва Толстого и стал его искренним последователем, включив в свою жизнь такие принципы, как пацифизм, вегетарианство, неучастие в политических акциях при высокой социальной активности на основе христианских принципов. 23 августа 1907 г. Булгаков впервые посещает Л. Толстого.
В 1909 г. он систематизировал учение Л. Толстого в работе «Христианская этика. Систематический очерк мировоззрения Л. Н. Толстого», получившей одобрение писателя и послужившей основой для того, чтобы он предложил В. Ф. Булгакову должность своего личного секретаря.
В январе 1910 года он бросил университет и начал работать личным секретарём Л. Н. Толстого, став свидетелем жизни обитателей Ясной Поляны в период, известный своей напряжённостью. Он заведует его перепиской, помогает в работе над книгой «Путь жизни» и даже отвечает на некоторые письма от имени писателя. До 9 ноября 1910 г. он фиксирует в дневнике каждый день пребывания с Толстым, что потом составило книгу «У Л. Н. Толстого в последний год его жизни».
28 октября 1910 года он успел предотвратить попытку самоубийства С. А. Толстой после ухода писателя. В дальнейшем С. А. Толстая настояла на его личном участии, помощи ей в систематизации наследия писателя. С этого момента началось постепенное расхождение между В. Ф. Булгаковым и В. Г. Чертковым.
После смерти Льва Толстого Булгаков несколько лет оставался в Ясной Поляне, готовил к печати свои записи, опубликованные в 1911 году в издательстве Сытина под названиями «Л. Н. Толстой в последний год его жизни» и «Жизнепонимание Л. Н. Толстого в письмах его секретаря» (обе книги были сразу переведены на ряд языков). Начал кропотливую работу по описанию библиотеки Толстого, насчитывавшей 22 тысячи томов. Принимал активное участие в издании произведений Льва Толстого и в организации музея Толстого в Москве в Хамовниках.

### Первая мировая война
Первой реакцией толстовцев на события первых месяцев войны стало групповое воззвание «Опомнитесь, люди-братья!», составленное В. Ф. Булгаковым 28 сентября 1914 года. В течение октября шло распространение воззвания, сбор подписей, расклейка, и параллельно изъятие правоохранительными органами копий воззвания у населения, 28 октября арест Булгакова в числе 27 подписавших воззвание граждан. Антивоенная деятельность толстовцев и репрессии по отношению к ним опередили и арест большевистских депутатов IV Государственной Думы, и отказ Карла Либкнехта голосовать за военные кредиты в германском рейхстаге.

Наши враги — не немцы, а для немцев враги — не русские и не французы. Общий враг всех нас, к какой бы национальности мы ни принадлежали, — это зверь в нас самих.
Нигде так ясно не подтверждалась эта истина, как теперь, когда, упоённые и непомерно гордые своей ложной наукой, внешней культурой и машинной цивилизацией, люди XX века вдруг обнаружили истинную ступень своего развития: эта ступень оказалась не выше той, на которой предки наши стояли во времена Аттилы и Чингис-хана.
Бесконечно горько сознавать, что две тысячи лет христианства прошли почти бесследно для людей. — «Опомнитесь, люди-братья!»
В ноябре—декабре 1915 года большинство подсудимых были освобождены из-под стражи под залог через более чем год тюремного заключения. Состоялся суд, 1 апреля 1916 года оправдавший подсудимых «ввиду неосуществимости замысла» — публикации воззвания в Швейцарии. Однако П. И. Бирюков получил в 1914 году текст воззвания и в дальнейшем опубликовал его в швейцарском журнале Demain («Завтра», редактор Анри Гильбо).

### Музей
В 1916 году В. Ф. Булгаков занял место хранителя Музея Л. Н. Толстого на Поварской, 18 в Москве (после первого хранителя, уехавшего в Швейцарию П. И. Бирюкова).
В 1917 издаёт подготовленную в годы студенчества «Христианскую этику» — авторизованное Толстым изложение его религиозно-этического учения, основанное на систематизированных записях.
После Октябрьской революции 1917 года многие толстовцы выступали против диалога с большевиками и были противниками национализации толстовских музеев, но В. Ф. Булгаков и А. Л. Толстая через некоторое время настояли на соглашении с Советским правительством. В дальнейшем Булгаков, Толстая и художник Н. Д. Бартрам, создатель Музея игрушки, при поддержке В. Д. Бонч-Бруевича отвоевали для музея у многочисленных претендентов особняк на Пречистенке, 11. Со значительными усилиями В. Ф. Булгакова было связано и создание «стальной комнаты» (архива Толстого).
5 апреля 1920 года В. И. Ленин подписал Декрет о национализации Дома Л. Н. Толстого в Москве. Литературный музей на Пречистенке и Музей-усадьба «Хамовники» были объединены в один музей с В. Ф. Булгаковым в качестве директора. На этом посту В. Ф. Булгаков пребывал вплоть до высылки Советской властью в 1923 году.

### Помгол
Узнав, что коммуна толстовцев близ Кузнецка в 1920-х гг. нуждается в семенах, Булгаков организовал сбор средств для покупки семян и переправил их на родину.
В связи с Гражданской войной, неурожаем (по официальной версии) и в первую очередь проведением политики продразвёрстки (насильственного изъятия продовольствия у крестьян правительством) в стране начался голод. Голодающие крестьяне исчислялись десятками тысяч. Советская власть институционализировала принятие помощи от западных благотворительных организаций и лиц, а также изъятие церковных ценностей на местах в целях борьбы с голодом: 21 июля 1921 года в Москве состоялось предварительное заседание Всероссийского общественного комитета помощи голодающим и был подписан декрет ВЦИК о создании Комитета, а также положение о нём. Комитету был присвоен знак Красного Креста. В его состав первоначально вошли 63 человека, в том числе, кроме В. Ф. Булгакова, толстовцы, имевшие опыт работы «на голоде», известные деятели культуры, экономист А. В. Чаянов, президент Академии наук А. П. Карпинский, представители русского религиозного «разномыслия», имевшие международные связи. Председателем Комитета был назначен Л. Б. Каменев. Авторитет Комитету придавали В. Фигнер и В. Г. Короленко, принявший пост почётного председателя Комитета.
Начались переговоры о помощи с заграничными организациями, в том числе с «Американской Администрацией Помощи» и с норвежским полярным исследователем Фритьофом Нансеном, главой Исполнительного комитета «Международной помощи России». Переговоры завершились соглашениями о поставках продовольствия. Однако никаких поставок так и не началось, что вызвало критику деятельности этой организации.
Через шесть недель ВЦИК принял постановление о ликвидации Комитета. Большинство его членов, включая В. Ф. Булгакова, были задержаны. В газете «Коммунистический труд» был опубликован резко критический материал, содержащий необоснованные обвинения по этому поводу. По требованию В. Ф. Булгакова 18 сентября 1921 года эта газета поместила опровержение и напечатала выдержку из его письма в редакцию. Вместе с большинством членов Помгола В. Ф. Булгаков был освобождён, а затем выслан из РСФСР в составе так называемого «философского парохода» в феврале 1923 года.

### Эмиграция
В эмиграции жил в Чехословакии, в Праге. Вёл лекционную деятельность в странах Европы, популяризируя творчество и взгляды Льва Толстого, а также ненасильственную борьбу против английских колонизаторов, возглавленную Махатмой Ганди.
Возглавил Кружок по изучению современной русской литературы при Русском свободном институте в Праге. В 1925 г. его избрали председателем Союза русских писателей и журналистов Чехословакии, который он возглавлял до 1928 года. Вместе с М. Цветаевой и С. Завадским он издал сборник Союза русских писателей «Ковчег» (Прага, 1926 г.), где опубликована его работа «Замолчанное о Толстом». Поддерживал переписку с Цветаевой после её отъезда во Францию. В феврале 1928 г. попросил советское правительство разрешить ему вернуться в Россию с женой Анной Владимировной и малолетней дочерью Татьяной, однако в мае в просьбе было отказано.
Вступил в международную антивоенную организацию «Интернационал противников войны» и вскоре стал одним из членов её совета. В 1932 году по его инициативе община духоборов, в конце XIX века эмигрировавших из России в Канаду, была принята в эту организацию.
Переписывался с выдающимися деятелями культуры и науки: Роменом Ролланом, Рабиндранатом Тагором, Альбертом Эйнштейном, Николаем Рерихом и др.
В 1934 году в Збраславском замке близ Праги Булгаков основал Русский культурно-исторический музей, в котором собрал богатые коллекции русского искусства, рассеянные по многим странам мира (картины, предметы старины, рукописи, книги). Русские художники-эмигранты (А. Н. Бенуа, К. А. Коровин, З. Е. Серебрякова) дарили музею свои произведения. На основе 15 картин, подаренных Н.К. и С. Н. Рерихами, в музее в 1938 году открылся зал Рериха. Совместно с А. Юпатовым подготовил справочник «Русское искусство за рубежом» (1938, Прага). В 1930-х годах готовит фундаментальный словарь-справочник русских зарубежных писателей (при жизни автора не был опубликован, издан в Нью-Йорке в 1993 году).
В 1937 году Булгаков удостоен Континентальной премии общества «Новая история в США» за сочинение на тему «Как достичь всеобщего разоружения».
В 1938 году Н. К. Рерих рекомендует Булгакова в лигу поощрения культуры «Фламма». Валентин Фёдорович создаёт пьесы: «На кресте величия. (Смерть Л. Н. Толстого)» и «Эдгар По».
В годы Второй мировой войны, после того, как немецкие войска вошли в Прагу, Булгаков был арестован немцами по подозрению в коммунистической деятельности, а позднее отправлен в баварский концлагерь в Вайсенбург. Там (1941—1945) он писал свои воспоминания о Толстом и его близких, оставил воспоминания о заключении. После освобождения американскими войсками вернулся в Прагу. Свой музей он застал разорённым. Ему удалось частично восстановить лишь картинную галерею, которую он открыл в советской средней школе. В Праге он работал в Министерстве информации, редактировал журнал «Пражские новости», читал лекции по истории Чехословакии в советском посольстве, преподавал в русской школе.

### Снова в СССР
В 1948 году В. Ф. Булгаков принял советское гражданство и вернулся в СССР. Сохранившуюся часть коллекции музея в Збраславе он отправил в Советский Союз. О культурной значимости этого вклада говорит то, что 51 картина была передана Третьяковской галерее, 50 экспонатов в Государственный Исторический музей СССР и Театральный музей имени А. А. Бахрушина.
Валентин Фёдорович поселился в Ясной Поляне, где в течение почти 20 лет был хранителем Дома-музея Л. Н. Толстого. Он руководил восстановлением интерьера толстовского дома, реставрацией мебели, живописи и скульптуры. Он лично проводил экскурсии для иностранных делегаций.
В 1956 году он принимал в Ясной Поляне Давида Давидовича и Марию Никифоровну Бурлюков, которые приехали в СССР впервые после эмиграции. Как известно, в 1912 году в знаменитом манифесте «Пощёчина общественному вкусу» Бурлюк вместе с Маяковским, Хлебниковым и Кручёных призывал «бросить Пушкина, Достоевского, Толстого и проч. и проч. с Парохода Современности». Однако отношение Бурлюка к классикам-современникам изменилось через шестнадцать лет, когда в 1928—29 гг. издательство Марии Никифоровны Бурлюк в США выпустило одной книжечкой две поэмы Давида Бурлюка: «Великий кроткий большевик» о Толстом (написана 9 сентября 1928 года, к 100-летию классика) и «Горький». В 1925—1930 гг. Бурлюк создал эпическое полотно «Ленин и Толстой», изобразив их на пашне, где Ленин впрягся в плуг, а Толстой шагает впереди. «Булгаков в 1956 году в Ясной Поляне, прощаясь, сказал: „Давайте доживём до возраста Льва Николаевича — 82 года“. А Бурлюку 22 июля 1960 г. будет 78 лет, а сколько тяжёлого, несправедливого, оскорбления от идиотов, пережили мы, Бурлюки», — писала Мария Никифоровна о встрече 1956 года. Валентин Фёдорович обещания не выполнил, а вот Бурлюку это удалось.
В 1958 году Булгаков был принят в члены Союза писателей СССР.
В 1959 году вышел на пенсию, но остался жить в Ясной Поляне. Написал ряд очерков, составивших книги «Встречи с художниками», «О Толстом. Воспоминания и рассказы», и опубликованные только в 2012 году мемуары «Как прожита жизнь».
В 1959 году по приглашению своего однокашника, сотрудника городского музея Константина Воронина, братья Вениамин и Валентин Булгаковы посетили родной город. Они застали на прежнем месте родительский дом (вскоре снесённый), встретились с друзьями, посетили музей. В. Ф. Булгаков выступил в библиотеке им. Н. В. Гоголя с лекцией о Л. Толстом, написав впоследствии друзьям: «Привязанность к Кузнецку как к „единственному месту на земном шаре“ носит в себе даже нечто мистическое». До самой смерти Валентин Фёдорович поддерживал связь с музеем, высылая книги, личные вещи, документы, фото из семейного архива Булгаковых. По завещанию В. Ф. Булгакова музею часть его вещей были переданы в музеи, в том числе в Новокузнецкий краеведческий музей.
При помощи критика и писателя В. С. Бушина Булгаков опубликовал в «Молодой гвардии» свою переписку с Н. К. Рерихом, за что ему был начислен солидный гонорар. В благодарственном письме Бушину 9 декабря 1960 года Валентин Фёдорович написал: «Нашу встречу и беседы минувшим летом в Ясной Поляне я вспоминаю с тёплым дружеским чувством… А что касается портрета И. В. Сталина в моей комнате, который по нынешнему времени, как мне показалось, удивил Вас, то он здесь не случайно: этот человек вернул мне родину…»
Умер в Ясной Поляне в возрасте 79 лет. Похоронен на кладбище при Николаевской церкви селе Кочаки, где находится фамильная усыпальница Толстых.

## Наследие
В Новокузнецком краеведческом музее (адрес: Новокузнецк, пр. Пионерский, 24, телефон: (3843) 74-19-95) в настоящее время (2008) значительную часть составляет Мемориальный комплекс Валентина Булгакова, в первую очередь связанный с именем Льва Толстого. В филиале музея в центре города открыт экспозиционный зал семьи Булгаковых. Здесь представлен интерьер кабинета провинциального чиновника — отца В. Булгакова, Фёдора Алексеевича Булгакова.
Помимо мемуаров о Толстом, пропагандистских брошюр и сочинений о толстовстве, В. Ф. Булгаков оставил значительную переписку, особенно годов пражской эмиграции: с Р. Ролланом, Р. Тагором, А. Эйнштейном, Н. К. Рерихом и др.
Личный архив хранится в РГАЛИ (Ф. 2226), в Литературном архиве Музея национальной культуры в Праге, а также в Государственном музее истории культуры, искусства и литературы Алтая (г. Барнаул) (109 ед.хр., переданы в 2000 г. дочерью писателя).

### РГАЛИ
Фонд в РГАЛИ насчитывает 1572 единицы хранения и охватывает период с 1858 по 1966 гг. Основу фонда составляют рукописи, в том числе пьесы, дневники, воспоминания о Л. Н. Толстом, записные книжки и сборники, составленные Булгаковым. Также здесь хранятся разнообразные переписки, альбомы с дарственными надписями, фотографии, фотоиллюстрации для книг Булгакова «Друзья Толстого» и «Толстовцы в 1914—1916 гг.».

## Память
7 октября 2010 году на территории филиала музея в Кузнецком районе на ул. Народной 7а в Новокузнецке был открыт памятник Л. Толстому и В. Булгакову: «Учитель и ученик», работы скульптора из Улан-Удэ Александра Миронова. Памятник из бронзы высится на постаменте из чёрного гранита.

## Отображение в кино
- В фильме-спектакле 1979 года «Возвращение на круги своя» (СССР) роль Булгакова исполнил Николай Верещенко.
- В фильме 1984 года «Лев Толстой» (СССР) роль Булгакова исполнил Вячеслав Баранов.
- В фильме 2009 года «Последнее воскресение» (Великобритания/Германия/Россия) роль Булгакова исполнил шотландский актёр Джеймс Макэвой.